# Fuse (jeu vidéo)
Fuse (anciennement Overstrike) est un jeu vidéo d'action de tir à la troisième personne, développé par Insomniac Games et édité par Electronic Arts, sorti sur PlayStation 3 et Xbox 360 en mai 2013.

## Trame
Le jeu suit le groupe Overstrike 9, un groupe de quatre mercenaires, composé de Dalton, Izzy, Jacob et Naya. Ils travaillent pour des clients anonymes et fortunés qui souhaitent régler leurs menus problèmes sans passer par les voies officielles. Au cours de l'une de leurs missions, l'équipe découvre le Fuse, une nouvelle énergie très instable, qui est au cœur d'un vaste complot militaro-financier, dont la milice Raven désirent l'utiliser à des fins terroristes. Les soldats d'élite décident de transgresser leur contrat afin de sauver le monde de cette menace. L'équipe foule, entre autres, une base sous-marine, un avant-poste en mer de Chine et un complexe dans les montagnes pakistanaise.

## Système de jeu
Fuse est un jeu d'action de tir à la troisième personne, qui même des éléments de jeu de rôle et se veut coopératif (à deux joueurs en écran partagé ou jusqu'à quatre joueurs en multijoueur). Le joueur incarne l'un des quatre personnages jouables, bien qu'il soit possible de changer d'avatar au cours de la partie par une sélection rapide. Chaque personnage possède une arme unique (appelée Xenotech) fonctionnant au Fuse et des pouvoirs spécifiques, également exploitables grâce au Fuse. Le jeu propose une campagne ainsi qu'un mode de jeu annexe nommé Échelon. Le joueur doit se frayer un chemin en éliminant au passage les ennemis (soldats, mechas, etc). Le jeu propose plusieurs modes de difficulté.
Le joueur doit accumuler de l'expérience, laquelle s'obtient en éliminant des ennemis, tout en combinant les tirs et les pouvoirs des différents protagonistes afin d'occasionner plus de dégâts. L'expérience, propre à chaque personnage, permet d'augmenter les niveaux de celui-ci et d'améliorer ses compétences via un arbre (améliorations de tirs, santé, grenades et armes Xenotech),. La mort d'un seul des personnages est synonyme de fin de partie.
Le mode de jeu Échelon propose de survivre à plusieurs vagues successives d'ennemis.

## Développement
Le jeu tourne grâce au moteur-maison Insomniac Engine 4.0, développé spécifiquement pour le titre.

## Accueil
- Jeuxvideo.com : 12/20[2]
- Gamekult : 4/10[1]